# Jean Eustache
Jean Eustache (Pessac, 30 de Novembro de 1938 – Paris, 5 de Novembro de 1981) foi um cineasta francês.

## Biografia
Nasceu em 1938 na Pessac, em França, no seio de uma família da classe trabalhadora.
Embora não seja membro da Nouvelle Vague - pois chegou demasiado tarde a Paris -, reconhece-se nas suas concepções. O seu filme mais conhecido é La maman et la putain, estreado em 1973, com Jean-Pierre Léaud. Jean Eustache suicidou-se em Novembro de 1981.

## Filmografia
- 1963 : La soirée, não creditado
- 1964 : Les mauvaises fréquentations
- 1966 : Le père noël a les yeux bleus
- 1968 : La rosière de Pessac
- 1970 : Le cochon, co-realizado com Jean-Michel Barjol
- 1971 : Numéro zéro
- 1973 : La maman et la putain, vencedor do Grand Prix Spécial du Jury de 1973
- 1974 : Mes petites amoureuses
- 1977 : Une sale histoire
- 1979 : La rosière de Pessac
- 1980 : Le jardin des délices de Jérôme Bosch
- 1980 : Offre d'emploi
- 1980 : Les photos d'Alix